# 達利涅耶-康斯坦丁諾沃區

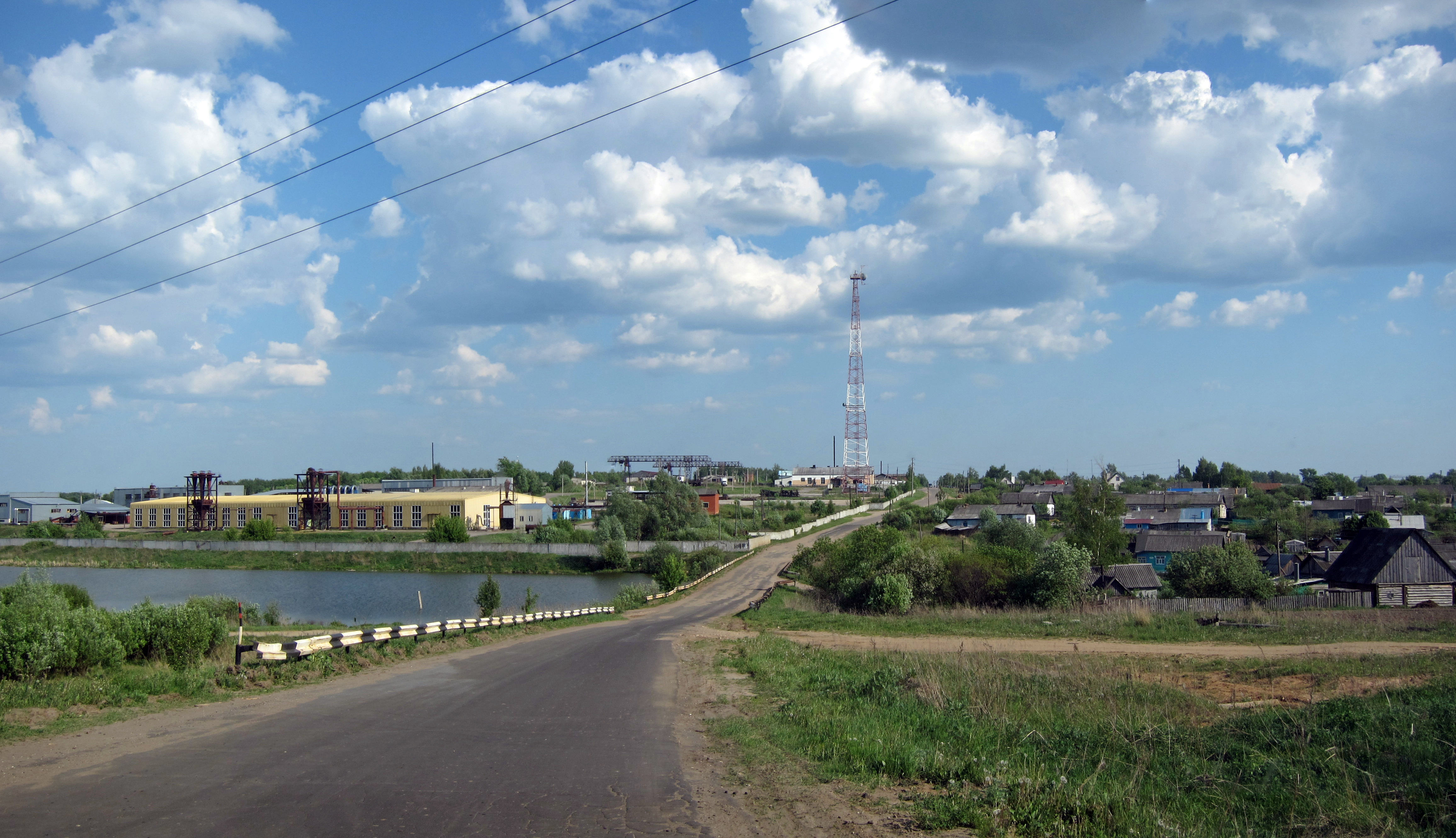

達利涅耶-康斯坦丁諾沃區（俄语：Дальнеконстантиновский район），是俄羅斯的一個區，位於該國西部，由下諾夫哥羅德州負責管轄，始建於1929年，面積1,377.1平方公里，2010年人口22,474，人口密度每平方公里16.32人。
55°48′37″N 44°06′43″E / 55.81028°N 44.11194°E